# Paramystaria flavoguttata
Paramystaria flavoguttata är en spindelart som beskrevs av Lawrence 1952. Paramystaria flavoguttata ingår i släktet Paramystaria och familjen krabbspindlar.
Artens utbredningsområde är Kongo. Inga underarter finns listade i Catalogue of Life.